# Organização Unitária de Trabalhadores
A Organização Unitária de Trabalhadores (OUT) foi uma organização política de esquerda, antifascista, anticolonialista, que ambicionava a revolução socialista alicerçada no poder popular e na (teórica) "violência revolucionária armada". Foi fundada em abril 1978 na Marinha Grande, Portugal, na presença de 1400 militantes.
De relembrar que no princípio da democratização Portuguesa todos os partidos parlamentares tinham nos seus estatutos o caminhar para o Socialismo, com exceção do CDS. Apesar dos diferentes entendimentos de Socialismo e do modo de lá chegar, tal ficou inscrito no preâmbulo da Constituição Portuguesa.
A maioria (relativa) dos seus órgãos eram ocupados por militantes do PRP (FONTE NECESSÁRIA), particularmente após a extinção do PRP em 1981. Integrará com outros partidos a Força de Unidade Popular (FUP) com o objetivo de uma frente eleitoral alargada para as eleições presidenciais e para o parlamento de 1980.
Adotou a A Internacional e a Grândola Vila Morena como hinos.

### Princípios[3]
Os princípios fundamentais incluíam "A defesa intransigente dos interesses dos trabalhadores, da sua organização autónoma, do poder popular, da independência nacional, do internacionalismo proletário, da solidariedade com os trabalhadores e povos dos países em luta contra a exploração, a opressão e o colonialismo" (artigo 3º)
Contra a "repressão e opressão capitalista e imperialista", defendia a "tomada e exercício democrático do poder pelas classes trabalhadoras". O facto de defender a "violência revolucionária armada", como vários partidos na época, não quer dizer que a praticasse.
Defendia uma organização de baixo para cima.

### Panfletos como comunicação
Um panfleto da OUT de 15-7-78, disponível na Ephemera, ilustra as preocupações dos membros da OUT e o contexto político da época. Reflete sobre orgãos de informação parciais, violência policial, repressão política, e branqueamento de políticos e operacionais do Estado Novo e de organizações terroristas de direita.
No palavreado da época, nota que “praticamente todos os órgãos de informação estão na mão da burguesia” e denunciam o avanço das forças reacionárias:
- o assassinato a tiro pela PSP de José Jorge Morais, estudante e ativista da UDP, numa manifestação; (reportagem 74[9]; depoimentos da época na RTP; funeral)
- “vaga de prisões, espancamentos, assaltos e roubos a sedes e casas de militantes de esquerda por parte da Polícia Judiciária (sucessores da PIDE/DGS)” referente provavelmente às prisões associadas ao PRP-BR;
- “é permitido o regresso do fascista (Américo) Tomás e o descongelamento das suas contas bancárias”;
- “em que uma série de bombistas ligados ao poder se livram impunemente” exemplificando com Mota Freitas, comandante da PSP do Porto que terá recrutado Ramiro Moreira para a organização terrorista de direita MDLP.[10]